# Ziet em duun
Ziet em duun is een lied van het Belgische muziekduo Van Echelpoel. Het werd in 2016 als single uitgebracht.

## Achtergrond
Ziet em duun is geschreven door Yves Gaillard en Tijs Vanneste en geproduceerd door Gaillard. Het is een nummer uit de genres electropop, frithop en dialectmuziek. Het is een lied dat het leven beschrijft van het typetje Jef Van Echelpoel, een man die door Vanneste wordt beschreven als een "mafkees die in elk dorpscafé is te vinden" en als "een typische dorpsfiguur: iemand die in z’n eigen kleine bokaal rondzwemt, maar daardoor wel de grootste vis in de bokaal is." Dit typetje was voor Ziet em duun al jarenlang een alter ego van Vanneste, naar eigen zeggen al vanaf zijn vijftiende levensjaar. Bij uitbrengen van Ziet em duun was Vanneste 37 jaar.
De twee maakte het lied op een zondagmiddag om zichzelf te vermaken. Ze maakten het lied in het Kempense dialect. Ondanks dat ze het nummer maakten om zich te vermaken, vonden ze het goed klinken en bleek platenlabel Mostiko geïnteresseerd om het lied uit te brengen. De artiesten besloten om het aanbod van het label aan te nemen onder de voorwaarde dat zij zelf volledige zeggenschap kregen over de videoclip. In deze videoclip, welke is bedacht en geregisseerd door Wim Geudens, is Jef Van Echelpoel te zien, terwijl hij de dingen doet die in het lied bezongen worden. De acteurs in de clip zijn onder anderen de vriendin van Vanneste, en een goede vriendin van hem. In het lied zelf zijn ook naasten van de artiesten te horen. De vrouwelijke zangstemmen zijn van de vriendin van Gaillard, de schoonzus van Gaillard en een vriendin van de heren.
Het lied en de videoclip gingen bij uitbrengen snel viraal op videoplatform YouTube en werd vervolgens opgepikt door Belgische radiozenders. Het nummer kreeg in België de platina status. Ook in Nederland was het nummer enigszins succesvol, mede door een persiflage van Jef Van Echelpoel door radio-dj Ruud de Wild. Tevens werd het nummer bij radiozender NPO Radio 2 uitgeroepen tot Top Song. In Nederland heeft het nummer geen de platina noch de gouden status.
Naast de originele versie hebben de artiesten ook twee andere versie van het nummer uitgebracht. De eerste andere versie werd twee weken na het origineel uitgebracht en betreft een remixversie van het lied door Regi en Lester Williams. De tweede andere versie, welke anderhalve maand na het origineel op de markt kwam, is een karaoke versie van het nummer.

## Kritiek
Niet iedereen reageerde positief op het nummer. Ronald Van Echelpoel, een ambtenaar uit Antwerpen, vond dat het nummer en vooral de artiestennaam de achternaam Van Echelpoel besmeurde. Hij zocht de media op en eiste van het muziekduo excuses voor het gebruik van de naam. Het duo reageerde vervolgens door te vertellen dat de man het allemaal niet zo serieus moest nemen, door excuses aan te bieden en door een naamsverandering aan te bieden. Deze naamsverandering was echter niet voor het typetje, maar voor de achternaam van de klager.

## Hitnoteringen
De artiesten hadden succes met het lied in de hitlijsten van het Nederlands taalgebied. Het piekte op de tweede plaats van de Vlaamse Ultratop 50 en stond negentien weken in deze hitlijst. De Nederlandse Top 40 werd niet bereikt; het kwam hier tot de dertiende plaats van de Tipparade.